# Rajd Karkonoski 1993
Rajd Karkonoski 1993 był 7. eliminacją Rajdowych Samochodowych Mistrzostw Polski w 1993 roku. Został rozegrany w dniach 22 i 23 października 1993 roku. Podzielony był na dwa etapy – asfaltowy i szutrowy.
Warunki pogodowe: deszcz, w wyższych partiach śnieg
Odcinki specjalne:
Etap 1:
- OS – 1 Jelenia Góra – Jelenia Góra (asfalt, 2,2 km)
- OS – 2,6,10 Jelenia Góra (Sobieszów) – Piechowice (asfalt, 10,7 km)
- OS – 3,7,11 Podzamcze – Sosnówka (asfalt, 23,1 km)
- OS – 4,8,12 Karpacz – Karpacz (asfalt, 7,71 km)
- OS – 5,9,13 Kowary (Wojków) – Janowice Wielkie (asfalt, 15,1 km)

Etap 2:
- OS – 14,17,20 Łomnica Dolna – Karpniki (szuter, 12,0 km)
- OS – 15,18,21 Karpniki – Przełęcz Karpnicka (szuter, 6,4 km)
- OS – 16,19,22 Janowice Wielkie – Jelenia Góra (Maciejowa) (szuter, 10,1 km)

## Przed rajdem
Zespół Toyoty pomimo że Paweł Przybylski miał już pewny tytuł mistrzowski stawił się w komplecie w Jeleniej Górze. Markowi Gieruszczakowi przed własną publicznością nie wypadało nie pojechać dobrze, tym bardziej że walczył o drugie miejsce w punktacji z Robertem Herbą. Ten ostatni miał już pewny tytuł w grupie N, ale mierzył w drugie z rzędu wicemistrzostwo w klasyfikacji generalnej.

## Przebieg rajdu[1]

### Etap 1
Pierwszego dnia rajdu pogoda była w miarę stabilna, co nie znaczyło, że ścigano się po suchym. Padał deszcz, w wyższych partiach nawet śnieg. Toyoty były przygotowane na takie warunki, ale część kierowców próbowała jechać w czasami zimowych warunkach na zwykłych deszczówkach. Robert Herba nieprzygotowany na śnieg w miejscach, gdzie było biało, zakładał opony szutrowe i wygrywał z Gieruszczakiem. Paweł Przybylski tymczasem od startu rządził i dzielił, wygrywając osiem z dziesięciu pierwszych prób. Jednak na starcie 11-tego odcinka zabrakło na starcie Toyoty z numerem 2. W rajdzie tymczasem prowadził Herba, Gieruszczak był dopiero czwarty ze stratą ponad trzech minut. Honoru Toyot bronił Krzysztof Hołowczyc.

### Etap 2
To były wówczas jedyne całkowicie szutrowe odcinki specjalne w RSMP. Marek Gieruszczak ruszył do ataku, wygrywając z Herbą kolejne odcinki z ogromnymi przewagami. Z trzech i pół minuty na początku etapu przed startem ostatniej pętli zrobiło się 28 sekund. Gdy zanosiło się na wspaniałą walkę o zwycięstwo, w samochodzie Herby zepsuła się skrzynia biegów. Kierowca Nissana odpadł z rajdu, tracąc szansę na wicemistrzostwo. Życiowe wyniki natomiast zrobili Krzysztof Hołowczyc (zwycięstwo w N-ce i drugie miejsce w klasyfikacji rajdu, dzięki czemu Toyota "ustrzeliła" czwarty w sezonie, choć nietypowy dublet) oraz Zenon Sawicki (który dojechał na trzecim miejscu, co było ogromną sensacją). Dopiero za tą dwójką zameldowali się faworyci - Piotr Kufrej w Nissanie oraz Wiesław Stec w Mitsubishi.
Zwycięstwo przed własną publicznością pozwoliło Gieruszczakowi na zajęcie drugiego miejsca w całych mistrzostwach, natomiast pech Herby spowodował, że w punktacji nie zmieścił się na podium.

## Klasyfikacja generalna[2]
1. Marek Gieruszczak/Marek Skrobot (Toyota Celica GT4)
2. Krzysztof Hołowczyc/Maciej Wisławski (/N/Toyota Celica GT4)
3. Zenon Sawicki/Dariusz Dekuczyński (/N/Ford Sierra Cosworth 4x4)
4. Piotr Kufrej/Maciej Hołuj (/N/Nissan Sunny GTi-R)
5. Wiesław Stec/Jerzy Bigos (/N/Mitsubishi Galant VR4)
6. Andrzej Chojnacki/Piotr Namysłowski (/N/Ford Escort RS Cosworth)
7. Waldemar Doskocz/Jarosław Baran (/F-2/Peugeot 309 GTi 16V)
8. Bogdan Herink/Barbara Stępkowska (/F-2/Renault Clio 16S)
9. Lesław Orski/Tomasz Chmiel (/F-2/Volkswagen Golf GTi 16V)
10. Dariusz Wirkijowski/Marcin Augustyn (/N/F-2/Opel Kadett GSi 16V)